# مارسيل بريفوست
مارسيل بريفوست (بالفرنسية: Marcel Prévost)‏ هو كاتب مسرحي وكاتب فرنسي، ولد في 1 مايو 1862 في باريس في فرنسا، وتوفي بنفس المكان في 8 أبريل 1941.

## وصلات خارجية
- مارسيل بريفوست على موقع أوليمبيديا (الإنجليزية)

- مارسيل بريفوست على موقع IMDb (الإنجليزية)
- مارسيل بريفوست على موقع الموسوعة البريطانية (الإنجليزية)
- مارسيل بريفوست على موقع قاعدة بيانات الأفلام السويدية (السويدية)
- مارسيل بريفوست على موقع قاعدة بيانات الفيلم (الإنجليزية)
- مارسيل بريفوست على موقع كينوبويسك (الروسية)